# Julius Möller

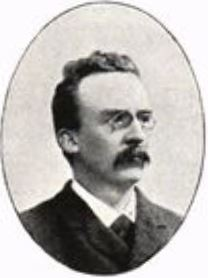
Julius Möller.

Julius Möller, född 17 februari 1856 i Malmö, död 2 februari 1906 i Stockholm, var en svensk matematiker. Han var far till Artur Möller.
Möller blev student vid Lunds universitet 1875, filosofie kandidat 1877, filosofie licentiat 1878 och filosofie doktor 1879. Han var docent i matematik vid Lunds universitet 1879–1903 och lektor i matematik och fysik vid Lunds högre allmänna läroverk från 1888. Han var även verksam som matematisk författare och invaldes som ledamot av Fysiografiska sällskapet i Lund 1886.